# Formación profesional en España
La formación profesional en España está organizada en el plano educativo a partir de la LOGSE de 1990 con aportaciones posteriores como la creación de la Formación Profesional Dual en 2012 y la Formación Profesional Básica por la LOMCE en 2013. En España la formación profesional depende de las comunidades autónomas. Existen además diferentes cursos para mejorar la cualificación profesional de trabajadores, así como para los que se encuentren en situación de desempleo.

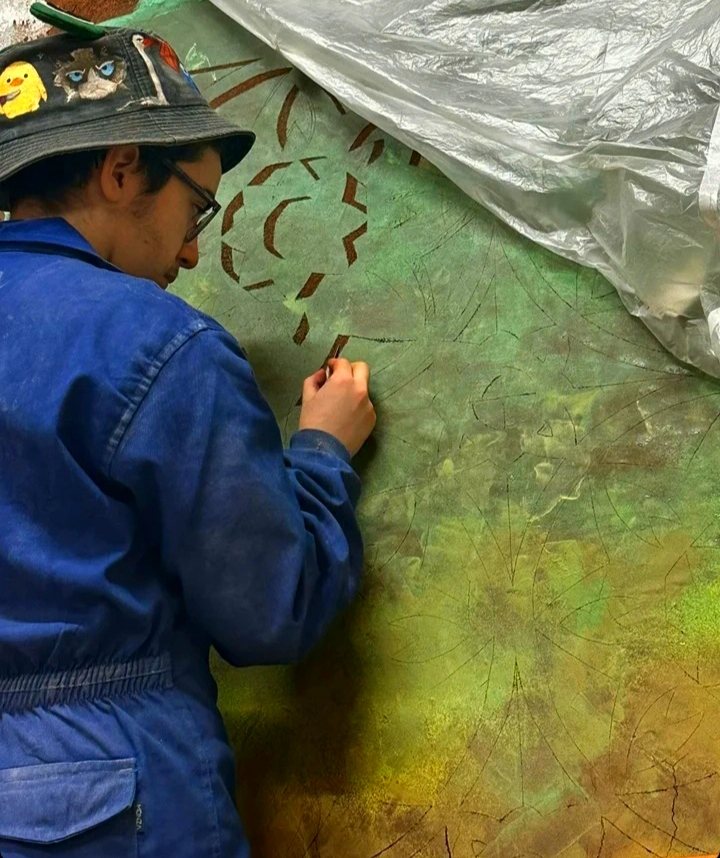
El Ciclo Formativo en Revestimiento de Murales es uno de los grados medios de Formación Profesional que tienen lugar en la Escuela de Arte y Superior de Diseño Casa de los Picos, Segovia

La Formación Profesional Específica se divide en dos niveles, con unos requisitos de acceso distintos en los que la edad debe tenerse al finalizar el año natural. Los niveles son:
- Ciclo Formativo de Grado Medio: se puede acceder después de haber obtenido el título de ESO o bien haciendo una prueba específica de acceso a grado medio para la que es necesario tener 17 años. Al finalizar estos estudios se obtiene el título de Técnico en la correspondiente titulación. Incluyen como mínimo, módulos profesionales, asociados a unidades de competencia, formación y orientación laboral, de empresa e iniciativa emprendedora, formación en centros de trabajo. Asimismo, podrán incluir otros módulos profesionales, no asociados a las unidades de competencia.
- Ciclo Formativo de Grado Superior: se puede acceder una vez obtenido el título de Bachillerato. En 2016 se habilitó el acceso a grado superior obteniendo un título de grado medio de la misma rama.[3] Al finalizar estos estudios se obtiene el título de Técnico Superior en la correspondiente titulación. Terminando estos estudios, posibilitan el acceso a la universidad sin necesidad de hacer la prueba de acceso a la universidad y convalidando créditos en las distintas carreras.

Por formación profesional se entienden todos aquellos estudios y aprendizajes encaminados a la inserción, reinserción y actualización laboral, cuyo objetivo principal es aumentar y adecuar el conocimiento y habilidades de los actuales y futuros trabajadores a lo largo de toda la vida. Actualmente en la mayoría de países se le conoce como Educación y Formación Profesional, traducción al español de Vocational Education and Training (VET).

## Familias profesionales
Según el Real Decreto 1128/2003, de 5 de septiembre, por el que se regula el Catálogo Nacional de Cualificaciones Profesionales, la Formación Profesional en España se estructura atendiendo a criterios de afinidad de la competencia profesional en 26 familias profesionales:
- Actividades Físicas y Deportivas
- Administración y Gestión
- Agraria
- Artes Gráficas
- Artes y Artesanías
- Comercio y Marketing
- Edificación y Obra Civil
- Electricidad y Electrónica
- Energía y Agua
- Fabricación Mecánica
- Hostelería y Turismo
- Imagen Personal
- Imagen y Sonido
- Industrias Alimentarias
- Industrias Extractivas
- Informática y Comunicaciones
- Instalación y Mantenimiento
- Madera, Mueble y Corcho
- Marítimo-Pesquera
- Química
- Sanidad
- Seguridad y Medio Ambiente
- Servicios Socioculturales y a la Comunidad
- Textil, Confección y Piel
- Transporte y Mantenimiento de Vehículos
- Vidrio y Cerámica

De estas 26 familias, cuatro de ellas: Administración y Gestión (85 000 alumnos), Sanidad (55 000), Electricidad y Electrónica (53 000) e Informática y Comunicaciones, son las más demandadas. 
En la familia profesional de fabricación mecánica, se ha creado el curso de especialización  de formación profesional en Materiales compuestos en la industria aeroespacial, en virtud del RD 1153/2021, en que se establece y regula la estructura del mencionado curso, así como su perfil profesional, entorno profesional y prospectiva del curso de especialización en el sector o sectores. También se establece la equivalencia de cada módulo con los créditos del Sistema Europeo de Transferencia y Acumulación de Créditos (ECT). 
En la familia profesional de  edificación y obra civil, se han creado nuevas cualificaciones profesionales, en virtud del RD 45/2022, con la denominación de trabajos temporales de construcción, conservación y mantenimiento en altura con sistemas de acceso y posicionamiento mediante cuerdas; y trabajos de pocería, que se incluyen en el Catálogo Nacional de Cualificaciones Profesionales.
En la familia profesional de electricidad y electrónica, se han creado nuevas cualificaciones profesionales, en virtud del RD 45/2022, con la denominación de instalación y mantenimiento de dispositivos y sistemas conectados, IoT, montaje y mantenimiento de instalaciones eléctricas de alta tensión, y montaje y mantenimiento de líneas eléctricas de alta tensión, que se incluyen en el Catálogo Nacional de Cualificaciones Profesionales.

En la familia profesional de energía y agua, se han creado nuevas cualificaciones profesionales, en virtud del RD 45/2022, con la denominación de auditoría energética, supervisión de operaciones de suministro de Gas Natural Licuado como combustible a buques (bunkering) desde medios terrestres, que se incluyen en el Catálogo Nacional de Cualificaciones Profesionales.

En la familia profesional de hostelería y turismo, se han creado nuevas cualificaciones profesionales, en virtud del RD 45/2022, con la denominación de auditoría energética, supervisión de operaciones de suministro de Gas Natural Licuado con apiturismo, atención al pasaje en transporte marítimo y fluvial, ecoturismo, enoturismo y micro turismo, que se incluyen en el Catálogo Nacional de Cualificaciones Profesionales. 

En la familia profesional de imagen y sonido, se han creado nuevas cualificaciones profesionales, en virtud del RD 46/2022, con la denominación de audio descripción de obras y espacios de contenido audiovisual y subtitulación de obras y espacios de contenido audiovisual, que se incluyen en el Catálogo Nacional de Cualificaciones Profesionales. 
En la familia profesional de informática y comunicaciones, se han creado nuevas cualificaciones profesionales, en virtud del RD 46/2022, con la denominación de digitalización aplicada al entorno profesional, gestión de datos y entrenamiento en sistemas de Inteligencia artificial basados en aprendizaje automático, gestión de la instalación, despliegue y explotación de sistemas de inteligencia artificial basados en aprendizaje automático, de interfaces gráficas, interacción y experiencia de usuario en dispositivos digitales, que se incluyen en el Catálogo Nacional de Cualificaciones Profesionales. 

En la familia profesional de instalación y mantenimiento, se han creado nuevas cualificaciones profesionales, en virtud del RD 46/2022, con la denominación de instalación y mantenimiento de redes de conductos para climatización y ventilación-extracción, montaje y mantenimiento de instalaciones de protección contra incendios y montaje y mantenimiento de instalaciones de suministro y evacuación de aguas en edificios, que se incluyen en el Catálogo Nacional de Cualificaciones Profesionales. 

En la familia profesional de sanidad, se han creado una nueva cualificación profesional, en virtud del RD 46/2022, con la denominación de cultivos celulares, que se incluyen en el Catálogo Nacional de Cualificaciones Profesionales. 

En la familia profesional de seguridad y  medio ambiente, se han creado una nueva cualificación profesional, en virtud del RD 46/2022, con la denominación de control de organismos nocivos mediante procesos de desinfección y tratamientos alguicidas, excepto tratamiento de aguas, control de organismos, incluidos insectos, que degradan o alteran la madera y sus derivados y mantenimiento de piscinas y otras instalaciones acuáticas., que se incluyen en el Catálogo Nacional de Cualificaciones Profesionales. 

En la familia profesional de servicios socioculturales, se han creado nuevas cualificaciones profesionales, en virtud del RD 46/2022, con la denominación de Promoción y desarrollo integral de la infancia y juventud en situación de vulnerabilidad social, prospección de bienes de interés patrimonial y supervisión de la atención sociosanitaria para la promoción de la autonomía personal, que se incluyen en el Catálogo Nacional de Cualificaciones Profesionales.

## Ciclos Formativos
La Formación Profesional está regulada por el Real Decreto 1147/2011, de 29 de julio, por el que se establece la ordenación general de la formación profesional del sistema educativo.
Los ciclos formativos contienen en su currículo diversos módulos profesionales (asignaturas) de carácter teórico-práctico (en porcentajes diversos: desde algunos puramente teóricos a otros totalmente prácticos) y se completan con el módulo profesional de Formación en Centros de Trabajo (FCT), prácticas que se desarrollan en una empresa entre 300 y 400 horas y que, al igual que los demás módulos del ciclo formativo, es imprescindible superar para conseguir el título.
La nueva ley establecerá también, en los Ciclos Formativos de Grado Superior, la necesidad de finalizar, tras el módulo de FCT, con un módulo de Proyecto, similar al de las ingenierías.
Tras haber terminado un Ciclo Formativo de Grado Superior (CFGS) se puede acceder a algunos grados universitarios compatibles con la temática estudiada durante el ciclo, y en algunas universidades es posible convalidar el título y obtener convalidaciones de créditos (véase Crédito (Universidad)).
Actualmente, se llevan a cabo campañas del Gobierno para aumentar el prestigio social de esta oferta educativa, ya que en España hay cierto déficit de estos trabajadores, ante los altos porcentajes de universitarios y fracaso escolar.

### Ciclos Formativos de Formación Profesional Básica[6]
Estos ciclos se incorporan a través de la LOMCE en 2013. Se trata de Programas de Cualificación Profesional Inicial que presentan cierta continuidad con los anteriores Programas de Garantía Social. Están dirigidos a alumnos que no han completado previamente la Educación Secundaria Obligatoria. 
Los ciclos ofertados son:
| Área                                                                              | Título |
| --------------------------------------------------------------------------------- | --- |
| Actividades Físicas y Deportivas                                                  | Título Profesional Básico en Acceso y Conservación en Instalaciones Deportivas |
| Administración y Gestión                                                          | Título Profesional Básico en Informática de Oficina Título Profesional Básico en Servicios Administrativos |
| Agraria                                                                           | Título Profesional Básico en Actividades Agropecuarias Título Profesional Básico en Agro-jardinería y Composiciones Florales Título Profesional Básico en Aprovechamientos Forestales |
| Artes Gráficas                                                                    | Título Profesional Básico en Artes Gráficas |
| Comercio y Marketing                                                              | Título Profesional Básico en Servicios Comerciales |
| Edificación y Obra Civil                                                          | Título Profesional Básico en Reforma y Mantenimiento de Edificios |
| Electricidad y Electrónica // Fabricación Mecánica // Instalación y Mantenimiento | Título Profesional Básico en Electricidad y Electrónica Título Profesional Básico en Fabricación de Elementos Metálicos Título Profesional Básico en Instalaciones Electrotécnicas y Mecánica Título Profesional Básico en Fabricación y Montaje Título Profesional Básico en Mantenimiento de Viviendas |
| Hostelería y Turismo // Industrias Alimentarias                                   | Título Profesional Básico en Actividades de Panadería y Pastelería Título Profesional Básico en Alojamiento y Lavandería Título Profesional Básico en Cocina y Restauración Título Profesional Básico en Industrias Alimentarias                                                                         |
| Imagen Personal                                                                   | Título Profesional Básico en Peluquería y Estética |
| Informática y Comunicaciones                                                      | Título Profesional Básico en Informática de Oficina Título Profesional Básico en Informática y Comunicaciones |
| Madera, Mueble y Corcho                                                           | Título Profesional Básico en Carpintería y Mueble |
| Marítimo-Pesquera // Transporte y Mantenimiento de Vehículos                      | Título Profesional Básico en Actividades Marítimo-Pesqueras Título Profesional Básico en Mantenimiento de Embarcaciones Deportivas y de Recreo Título Profesional Básico en Mantenimiento de Vehículos                                                                                                   |
| Servicios Socioculturales y a la Comunidad                                        | Título Profesional Básico en Actividades Domésticas y Limpieza de Edificios |
| Textil, Confección y Piel                                                         | Título Profesional Básico en Arreglo y Reparación de Artículos Textiles y de Piel Título Profesional Básico en Tapicería y Cortinaje |
| Vidrio y Cerámica                                                                 | Título Profesional Básico en Vidriería y Alfarería |

### Ciclos Formativos de Grado Medio[7]
| Área                                       | Título |
| ------------------------------------------ | --- |
| Actividades Físicas y Deportivas           | Técnico en Guía en el Medio Natural y de Tiempo Libre |
| Administración y Gestión                   | Técnico en Gestión Administrativa |
| Agraria                                    | Técnico en Actividades Ecuestres Técnico en Aprovechamiento y Conservación del Medio Natural Técnico en Jardinería y Floristería Técnico en Producción Agroecológica Técnico en Producción Agropecuaria |
| Artes Gráficas                             | Técnico en Impresión Gráfica Técnico en Postimpresión y Acabados Gráficos Técnico en Preimpresión Digital |
| Comercio y Marketing                       | Técnico en Actividades Comerciales |
| Edificación y Obra Civil                   | Técnico en Construcción Técnico en Obras de Interior, Decoración y Restauración |
| Electricidad y Electrónica                 | Técnico en Instalaciones Eléctricas y Automáticas Técnico en Instalaciones de Telecomunicaciones |
| Energía y Agua                             | Técnico en Redes y Estaciones de Tratamiento de Aguas |
| Fabricación Mecánica                       | Técnico en Conformado por Moldeo de Metales y Polímeros Técnico en Mecanizado Técnico en Soldadura y Calderería |
| Hostelería y Turismo                       | Técnico en Cocina y Gastronomía Técnico en Comercialización de Productos Alimentarios Técnico en Servicios en Restauración |
| Imagen Personal                            | Técnico en Estética y Belleza Técnico en Peluquería y Cosmética Capilar |
| Imagen y Sonido                            | Técnico en Vídeo Disc-Jockey y Sonido |
| Industrias Alimentarias                    | Técnico en Aceites de Oliva y Vinos Técnico en Elaboración de Productos Alimenticios Técnico en Panadería, Repostería y Confitería |
| Industrias Extractivas                     | Técnico en Excavaciones y Sondeos Técnico en Piedra Natural |
| Informática y Comunicaciones               | Técnico en Sistemas Microinformáticos y Redes |
| Instalación y Mantenimiento                | Técnico en Instalaciones Frigoríficas y de Climatización Técnico en Instalaciones de Producción de Calor Técnico en Mantenimiento Electromecánico |
| Madera, Mueble y Corcho                    | Técnico en Carpintería y Mueble Técnico en Instalación y Amueblamiento |
| Marítimo-Pesquera                          | Técnico en Cultivos Acuícolas Técnico en Mantenimiento y Control de la Maquinaria de Buques y Embarcaciones Técnico en Navegación y Pesca de Litoral Técnico en Operaciones Subacuáticas e Hiperbáricas |
| Química                                    | Técnico en Operaciones de Laboratorio Técnico en Planta Química |
| Sanidad                                    | Técnico en Emergencias Sanitarias Técnico en Farmacia y Parafarmacia |
| Seguridad y Medio Ambiente                 | Técnico en Emergencias y Protección Civil Técnico en Seguridad Técnico en Sanidad Ambiental Aplicada |
| Servicios Socioculturales y a la Comunidad | Técnico en Atención a Personas en Situación de Dependencia |
| Textil, Confección                         | Técnico en Calzado y Complementos de Moda Técnico en Confección y Moda Técnico en Fabricación y Ennoblecimiento de Productos Textiles |
| Transporte y Mantenimiento de Vehículos    | Técnico en Carrocería Técnico en Conducción de Vehículos de Transporte por Carretera Técnico en Electromecánica de Maquinaria Técnico en Electromecánica de Vehículos Automóviles Técnico en Mantenimiento de Embarcaciones de Recreo Técnico en Mantenimiento de Estructuras de Madera y Mobiliario de Embarcaciones de Recreo Técnico en Mantenimiento de Material Rodante Ferroviario Técnico en Montaje de Estructuras e Instalación de Sistemas Aeronáuticos |
| Vidrio y Cerámica                          | Técnico en Fabricación de Productos Cerámicos |

### Ciclos Formativos de Grado Superior[8]
| Área                                       | Título |
| ------------------------------------------ | --- |
| Actividades Físicas y Deportivas           | Técnico Superior en Acondicionamiento Físico Técnico Superior en Enseñanza y Animación Sociodeportiva |
| Administración y Gestión                   | Técnico Superior en Administración y Finanzas Técnico Superior en Asistencia a la Dirección |
| Agraria                                    | Técnico Superior en Ganadería y Asistencia en Sanidad Animal Técnico Superior en Gestión Forestal y del Medio Natural Técnico Superior en Paisajismo y Medio Rural |
| Artes Gráficas                             | Técnico Superior en Diseño y Edición de Publicaciones Impresas y Multimedia Técnico Superior en Diseño y Gestión de la Producción Gráfica |
| Artes y Artesanías                         | Técnico Superior Artista Fallero y Construcción de Escenografías |
| Comercio y Marketing                       | Técnico Superior en Comercio Internacional Técnico Superior en Gestión de Ventas y Espacios Comerciales Técnico Superior en Marketing y Publicidad Técnico Superior en Transporte y Logística |
| Edificación y Obra Civil                   | Técnico Superior en Organización y Control de Obras de Construcción Técnico Superior en Proyectos de Edificación Técnico Superior en Proyectos de Obra Civil |
| Electricidad y Electrónica                 | Técnico Superior en Automatización y Robótica Industrial Técnico Superior en Electromedicina Clínica Técnico Superior en Mantenimiento Electrónico Técnico Superior en Sistemas Electrotécnicos y Automatizados Técnico Superior en Sistemas de Telecomunicaciones e Informáticos |
| Energía y Agua                             | Técnico Superior en Centrales Eléctricas Técnico Superior en Eficiencia Energética y Energía Solar Térmica Técnico Superior en Energías Renovables Técnico Superior en Gestión del Agua |
| Fabricación Mecánica                       | Técnico Superior en Construcciones Metálicas Técnico Superior en Diseño en Fabricación Mecánica Técnico Superior en Programación de la Producción en Fabricación Mecánica Técnico Superior en Programación de la Producción en Moldeo de Metales y Polímeros |
| Hostelería y Turismo                       | Técnico Superior en Agencias de Viajes y Gestión de Eventos Técnico Superior en Dirección de Cocina Técnico Superior en Dirección de Servicios de Restauración Técnico Superior en Gestión de Alojamientos Turísticos Técnico Superior en Guía, Información y Asistencias Turísticas |
| Imagen Personal                            | Técnico Superior en Asesoría de Imagen Personal y Corporativa Técnico Superior en Caracterización y Maquillaje Profesional Técnico Superior en Estilismo y Dirección de Peluquería Técnico Superior en Estética Integral y Bienestar Técnico Superior en Termalismo y Bienestar |
| Imagen y Sonido                            | Técnico Superior en Animaciones 3D, Juegos y Entornos Interactivos Técnico Superior en Iluminación, Captación y Tratamiento de Imagen Técnico Superior en Producción de Audiovisuales y Espectáculos Técnico Superior en Realización de Proyectos Audiovisuales y Espectáculos Técnico Superior en Sonido para Audiovisuales y Espectáculos |
| Industrias Alimentarias                    | Técnico Superior en Procesos y Calidad en la Industria Alimentaria Técnico Superior en Vitivinicultura |
| Informática y Comunicaciones               | Técnico Superior en Administración de Sistemas Informáticos en Red Técnico Superior en Desarrollo de Aplicaciones Multiplataforma Técnico Superior en Desarrollo de Aplicaciones Web |
| Instalación y Mantenimiento                | Técnico Superior en Desarrollo de Proyectos de Instalaciones Térmicas y de Fluidos Técnico Superior en Mantenimiento de Instalaciones Térmicas y de Fluidos Técnico Superior en Mecatrónica Industrial |
| Madera, Mueble y Corcho                    | Técnico Superior en Diseño y Amueblamiento |
| Marítimo-Pesquera                          | Técnico Superior en Acuicultura Técnico Superior en Organización del Mantenimiento de Maquinaria de Buques y Embarcaciones Técnico Superior en Transporte Marítimo y Pesca de Altura |
| Química                                    | Técnico Superior en Fabricación de Productos Farmacéuticos, Biotecnológicos y Afines Técnico Superior en Laboratorio de Análisis y de Control de Calidad Técnico Superior en Química Industrial |
| Sanidad                                    | Técnico Superior en Anatomía Patológica y Citodiagnóstico Técnico Superior en Audiología Protésica Técnico Superior en Documentación y Administración Sanitarias Técnico Superior en Higiene Bucodental Técnico Superior en Imagen para el Diagnóstico y Medicina Nuclear Técnico Superior en Laboratorio Clínico y Biomédico Técnico Superior en Ortoprótesis y Productos de Apoyo Técnico Superior en Prótesis Dentales Técnico Superior en Radioterapia y Dosimetría |
| Seguridad y Medio Ambiente                 | Técnico Superior en Coordinación de Emergencias y Protección Civil Técnico Superior en Educación y Control Ambiental Técnico Superior en Química y Salud Ambiental |
| Servicios Socioculturales y a la Comunidad | Técnico Superior en Animación Sociocultural y Turística Técnico Superior en Educación Infantil Técnico Superior en Integración Social Técnico Superior en Mediación Comunicativa Técnico Superior en Promoción de Igualdad de Género |
| Textil, Confección                         | Técnico Superior en Diseño Técnico Textil Técnico Superior en Diseño y Producción de Calzado y Complementos Técnico Superior en Patronaje y Moda Técnico Superior en Vestuario a Medida y de Espectáculos |
| Transporte y Mantenimiento de Vehículos    | Técnico Superior en Automoción Técnico Superior en Mantenimiento Aeromecánico de Aviones con Motor de Pistón Técnico Superior en Mantenimiento Aeromecánico de Aviones con Motor de Turbina Técnico Superior en Mantenimiento Aeromecánico de Helicópteros con Motor de Pistón Técnico Superior en Mantenimiento Aeromecánico de Helicópteros con Motor de Turbina Técnico Superior en Mantenimiento de Sistemas Electrónicos y de Aeronaves                            |
| Vidrio y Cerámica                          | Técnico Superior en Desarrollo y Fabricación de Productos Cerámicos |

## Historia
La formación profesional en un marco educativo comienza a principios del siglo XX con los estatutos de la Enseñanza Industrial en 1924 y de Formación Profesional en 1928. Sin embargo, esta regulación se realiza desde el Ministerio de Trabajo y no desde el Ministerio de Instrucción Pública. En un marco amplio y flexible se plantea la formación de cuatro niveles: obreros, maestros y artesanos, ayudantes de ingenieros e ingenieros.

### Ley de Formación Profesional Industrial (1955)
Tras la finalización de la guerra civil española se promulgan dos leyes para regular la formación profesional: la "Ley de Bases de Enseñanza Media y Profesional" del año 1949 y la "Ley de Formación Profesional Industrial" del año 1955. La ley de 1949 supone la creación de los Institutos Laborales y se establece un "Bachillerato laboral" en las especialidades Industrial, Marítimo-pesquera y Agrícola; en 1970 se estimaba que existían 298 institutos. aunque tuvo una implantación escasa en el marco de las Universidades Laborales. Sin embargo, la ley de 1955 tuvo gran implantación en sus veinte años de aplicación hasta 1975. Presentaba tres niveles de formación: pre-aprendizaje, aprendizaje industrial y maestría industrial.

### Ley General de Educación (1970)
A partir de los Planes de Desarrollo se plantea una reforma educativa que integra la formación profesional como una parte de la formación integral de los alumnos, aunque el planteamiento inicial se modificó cuatro años después manteniendo un sistema dual de formación. A través del Decreto de 14 de marzo de 1974 desarrolla la nueva formación profesional.
En ella se implantan los niveles de Formación Profesional de grados I, II y III, aunque el nivel III no llegó a tener desarrollo. A la FP de primer grado se accedía sin necesidad de disponer del título de "Graduado Escolar" y estaba constituida por dos cursos académicos. A la FP de segundo grado se accedía desde la FP de primer grado o con dos cursos aprobados del BUP. Constaba de tres cursos académicos.

### Ley Orgánica de Ordenación General del Sistema Educativo (1990)
Antes de implantarse esta ley se realizó la implantación de la Reforma de las Enseñanzas Medias que incluía la formación profesional. Esta se articulaba en Módulos Profesionales Experimentales de niveles 2 y 3.
La LOGSE organizó la formación profesional desde una Formación Profesional de Base que incluía contenidos profesionalizantes en diferentes áreas a lo largo de la Enseñanza Secundaria Obligatoria y especialmente del área de Tecnología. Así como de una Formación Profesional Específica articulada en ciclos de corta duración, tras la ESO y el Bachillerato, que se denominaron Ciclos de grado Medio y Superior. Los niveles de formación para quien no obtuviese titulación se realizaban mediante los Programas de Garantía Social.

### Ley Orgánica de la Educación (2006)
La Ley Orgánica de Educación apenas modifica la estructura de la LOGSE aunque incorpora algunas variaciones en los contenidos de los ciclos formativos. Con relación al acceso permite que en determinados casos se pueda acceder a los ciclos sin la titulación de referencia: graduado en ESO para los de grado medio que se podría acceder desde determinados Programas de Cualificación Profesional Inicial o bachiller en el caso del grado superior desde ciertas titulaciones de Técnico. Anteriormente se exigía realizar una prueba de acceso.
La formación profesional dual se ofrece como una nueva modalidad en la que la formación entre el centro educativo y la empresa se comparte.

### Ley orgánica para la mejora de la calidad educativa (2013)
La LOMCE incorpora la Formación Profesional Básica como un nivel que sustituiría a los PCPI creados en la LOE pero con una titulación propia y que permite el acceso a los Ciclos Formativos de Grado Medio. De ese modo aparece un sistema dual con algunas semejanzas con la LGE de 1970 que estaba articulada en FP1 y FP2.

### Ley Orgánica por la que se modifica la LOE de 2006  (2020)
La LOMLOE elimina requisitos de edad para acceder a la formación profesional e incluye programas de "segunda oportunidad" para alumnos sin título de la ESO, lo que les permitirá el acceso a cualquier enseñanza postobligatoria. En la Formación Profesional Básica se integra la formación general y la profesional. Se mejora el reconocimiento social de los itinerarios formativos de Formación Profesional para aproximar a España a las tasas de alumnado que opta por esta vía en el resto de los países europeos. Propone también prestar un interés particular a la escuela rural y a la insular. Baja la nota para acceder a becas se ofertarán 200.000 nuevas plazas en los próximos cuatro años y el diseño de hasta 80 nuevas titulaciones, aparte de abordarse la actualización de las existentes y de introducir el módulo de digitalización.

### Denominaciones
Durante la Transición Española la F.P. superior se denominaba formación profesional de 2.º grado (Nivel internacional ISCED-3), luego pasó a denominarse Módulo Profesional 3(*), y ya cuando obtuvo el nivel internacional 5 equivalente a la universidad pasó a denominarse Ciclo Formativo de Grado Superior (Nivel internacional (ISCED-5b) en 2009 con el Plan Bolonia se generó un cambio en la forma de definir los módulos que empezaron a estructurarse en créditos (ECTS) cada ciclo será de 2 años y tendrá 120 ECTS. La F.P. surgió de mantener el nivel 2 así la F.P.-2, pasó a denominarse Ciclo de Grado Medio (ISCED-3b).
- El Módulo profesional 3 no fue una formación de segundo grado sino de tercero, se accedía a ella con el COU cursado o la FP2. Dicha formación profesional FP3 no tuvo continuidad y no esta reconocida en la actualidad y equivale a una FP2 de antes, la correspondiente a la F.P. Grado Superior actual, dándose la paradoja de que un alumno que accediera a ella a través de FP2 ve que sus estudios equivalen a los mismos que sino hubiese cursado la FP3 o Módulo Profesional.